# Razoxano
Il razoxano (conosciuto anche con il nome di Dexrazoxano oppure di Cardioxano ed in fase sperimentale con la sigla ICRF 159) è un farmaco antineoplastico che inibisce la fase premitotica e la fase mitotica iniziale della crescita cellulare, cioè la cosiddetta fase G2-M. È stato dimostrato che il razoxano aumenta gli effetti della radioterapia e mostra inoltre una certa attività immunosoppressiva.

## Farmacocinetica
Dopo somministrazione orale il razoxano viene assorbito dal tratto gastrointestinale in modo variabile. L'emivita plasmatica è di circa 3,5 ore. Il farmaco viene ampiamente metabolizzato ed escreto nelle urine e nella bile. Gli studi clinici confermano l'esistenza di un circolo enteroepatico.

## Tossicità
Nel cane di razza beagle la somministrazione orale di 320 mg/kg/die si è dimostrata letale.

## Usi clinici
Il razoxano viene utilizzato, in associazione con la radioterapia, nel trattamento di sarcomi, e segnatamente nel sarcoma di Kaposi. Il farmaco ha trovato impiego anche in altre neoplasie, quali leucemie acute e nel linfoma non-Hodgkin. In alcuni tipi di cancro, ad esempio nel cancro gastrico avanzato, nell'adenocarcinoma dell'endometrio, nel carcinoma vanzato della cervice uterina si è dimostrato totalmente inefficace.

In passato il razoxano è stato somministrato con successo nel trattamento sistemico della psoriasi. Tuttavia tale impiego è stato successivamente abbandonato a seguito dell'evidenza che in corso di terapia si possono sviluppare leucemie mieloidi acute e altre neoplasie. L'uso del farmaco è oggi limitato alle forme neoplastiche.

## Dosi terapeutiche
Nel trattamento dei sarcomi, in associazione a radioterapia, si somministrano generalmente 125 mg di razoxano due volte al giorno per os. Il trattamento delle leucemie acute e del sarcoma di Kaposi richiede dosi superiori. In particolare nel sarcoma di Kaposi è stato somministrato fino ad un massimo di 1 g/m²/die in dosi frazionate, per tre giorni ogni 3 settimane.

## Effetti collaterali ed indesiderati
I principali effetti collaterali del razoxano sono: depressione del midollo osseo, disturbi gastrointestinali, reazioni cutanee e alopecia. Alcuni pazienti possono sviluppare delle linee di Beau sulle unghie delle dita. Il farmaco può potenziare gli effetti collaterali della radioterapia.

## Controindicazioni
Il farmaco è controindicato in tutti i soggetti con ipersensibilità al principio attivo. Dato l'alto rischio di sviluppare neoplasie secondarie in corso di trattamento con razoxano, il trattamento di patologie non neoplastiche rappresenta una controindicazione assoluta.

## Precauzioni d'uso
Durante il trattamento con razoxano il paziente deve essere attentamente monitorato con esecuzione periodica di controlli ematici, ed in particolare di emocromo con formula leucocitaria.